# Italdesign Giugiaro
Italdesign Giugiaro là công ty thiết kế kỹ thuật và thương hiệu Ý do Giorgetto Giugiaro và Aldo Mantovani thành lập năm 1968 dưới tên Società Italiana Realizzazione Prototipi S.p.A., với lĩnh vực chính là thiết kế ô tô; ngoài ra còn thiết kế các sản phẩm khác, quản lý dự án, tạo kiểu dáng, đóng gói, kỹ thuật, mô hình hóa, tạo mẫu và thử nghiệm cho các nhà sản xuất trên toàn thế giới. Tính đến 2010, hãng có 800 nhân viên.

## Các mẫu xe đã thiết kế
Zerouno, 
Zerouno Duerta, DaVinci, Lamborghini gala Concept, Maserati MC12, Giugiaro Brivido, Intaldesign Giugiaro Gea, Nissan Gt-r50